# Pałac w Sulisławicach
Pałac w Sulisławicach – zabytkowy pałac z XVIII w.  we wsi Sulisławice (powiat świdnicki), w Polsce, w województwie dolnośląskim, w gminie Świdnica.

## Historia
Pałac powstał w miejscu zamku wodnego, obecnie w stanie ruiny. Obiekt jest częścią zespołu pałacowego, w skład którego wchodzi jeszcze park z drugiej połowy XIX w.

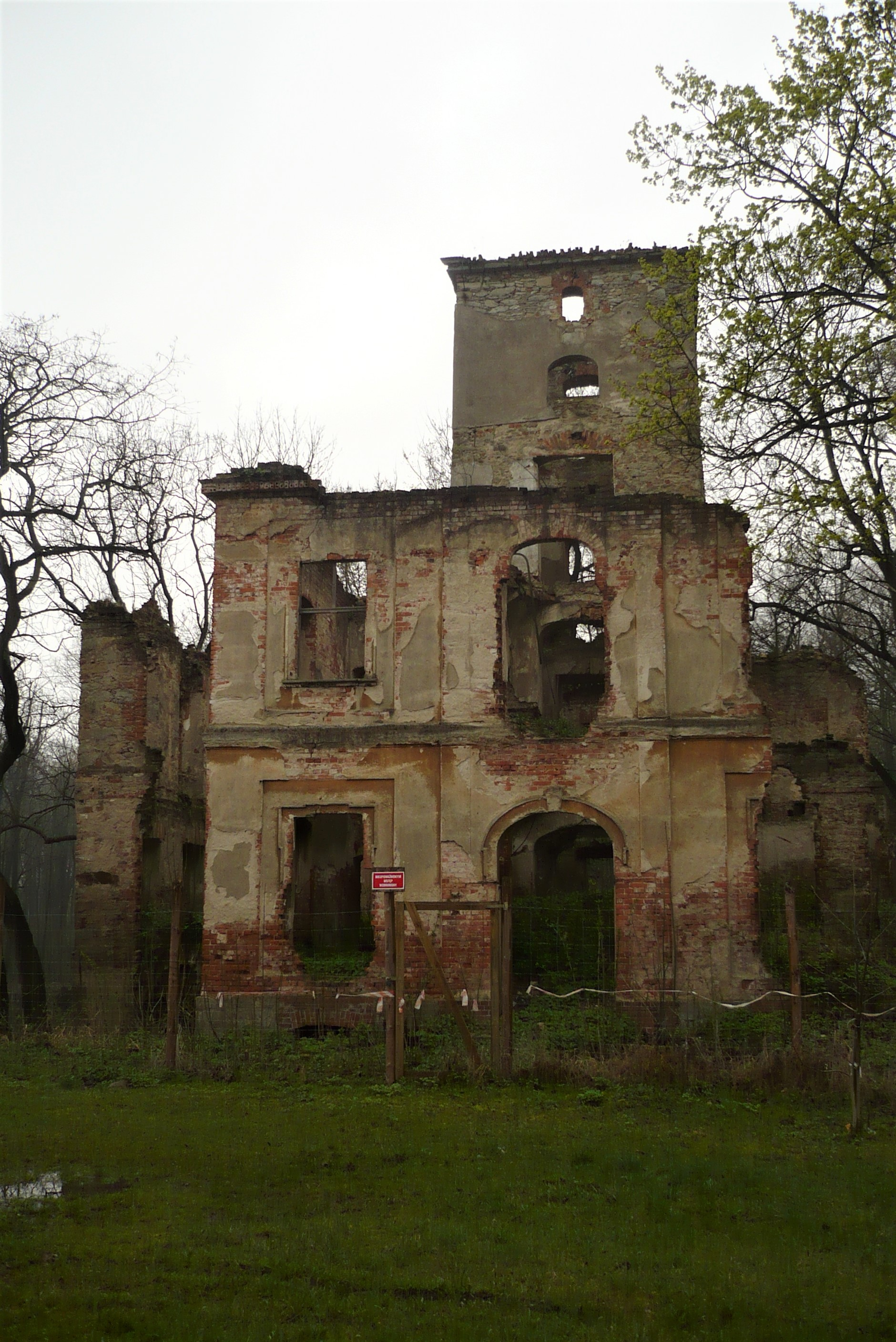
Pałac w Sulisławicach
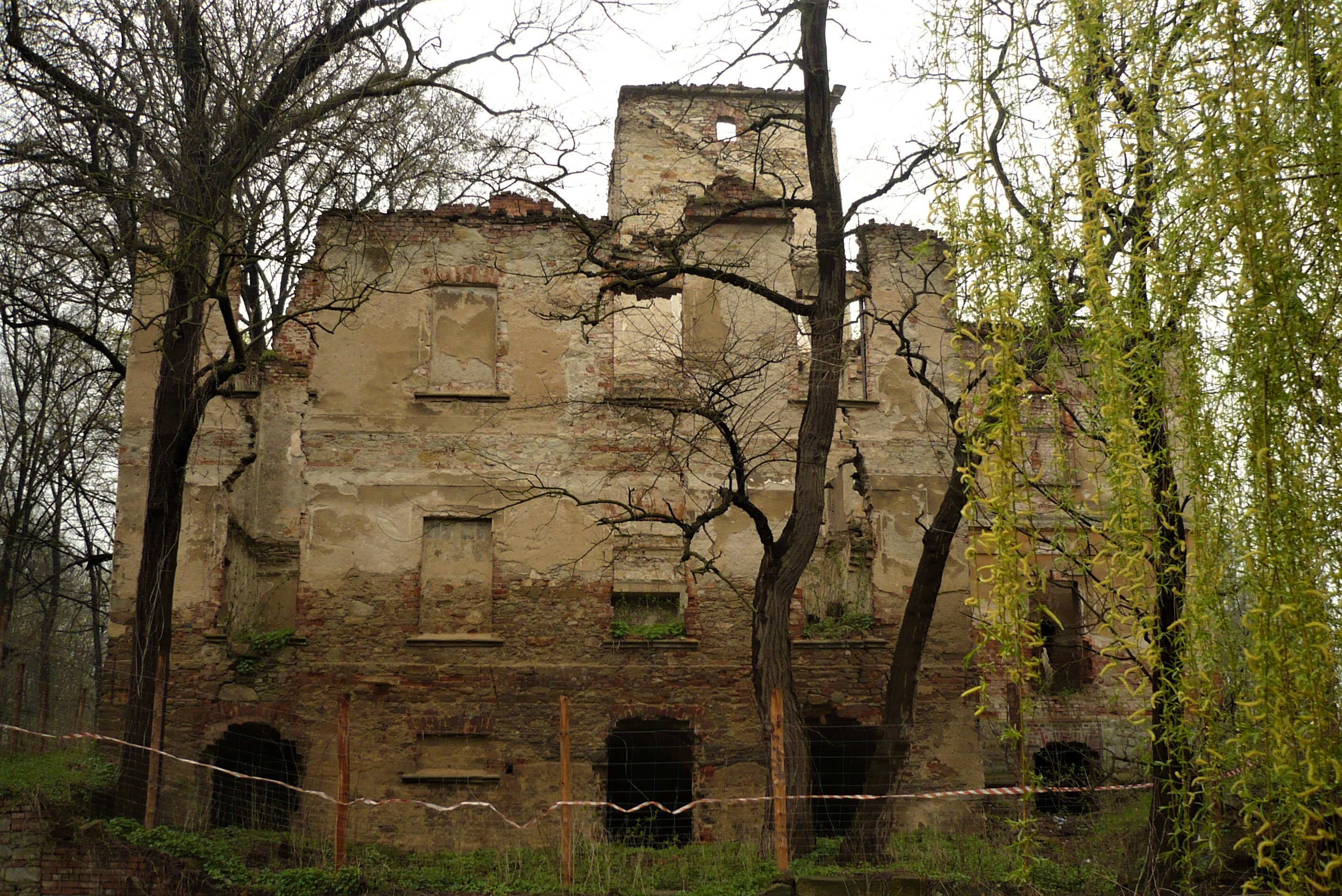
Pałac w Sulisławicach
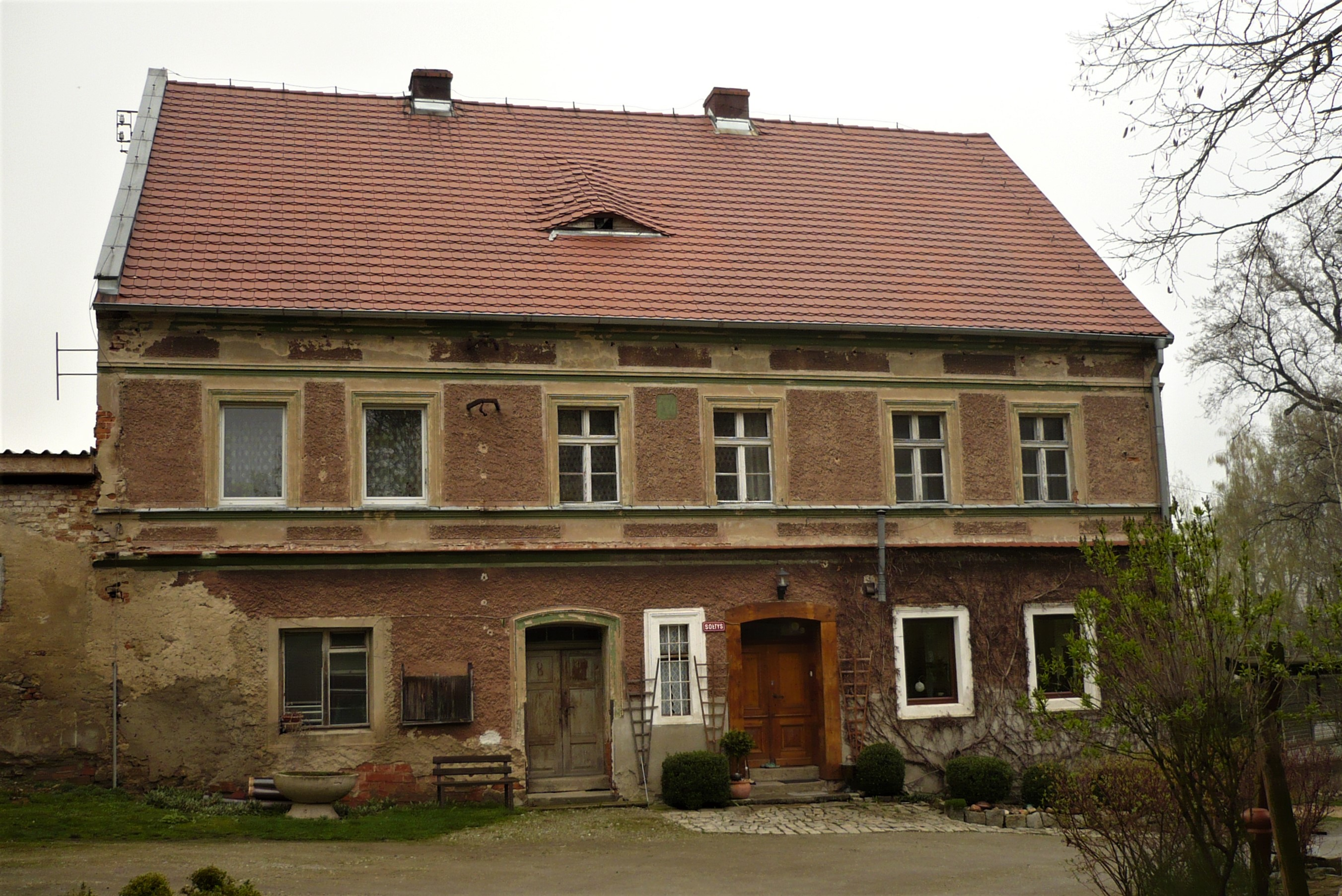
Dom w Sulisławicach
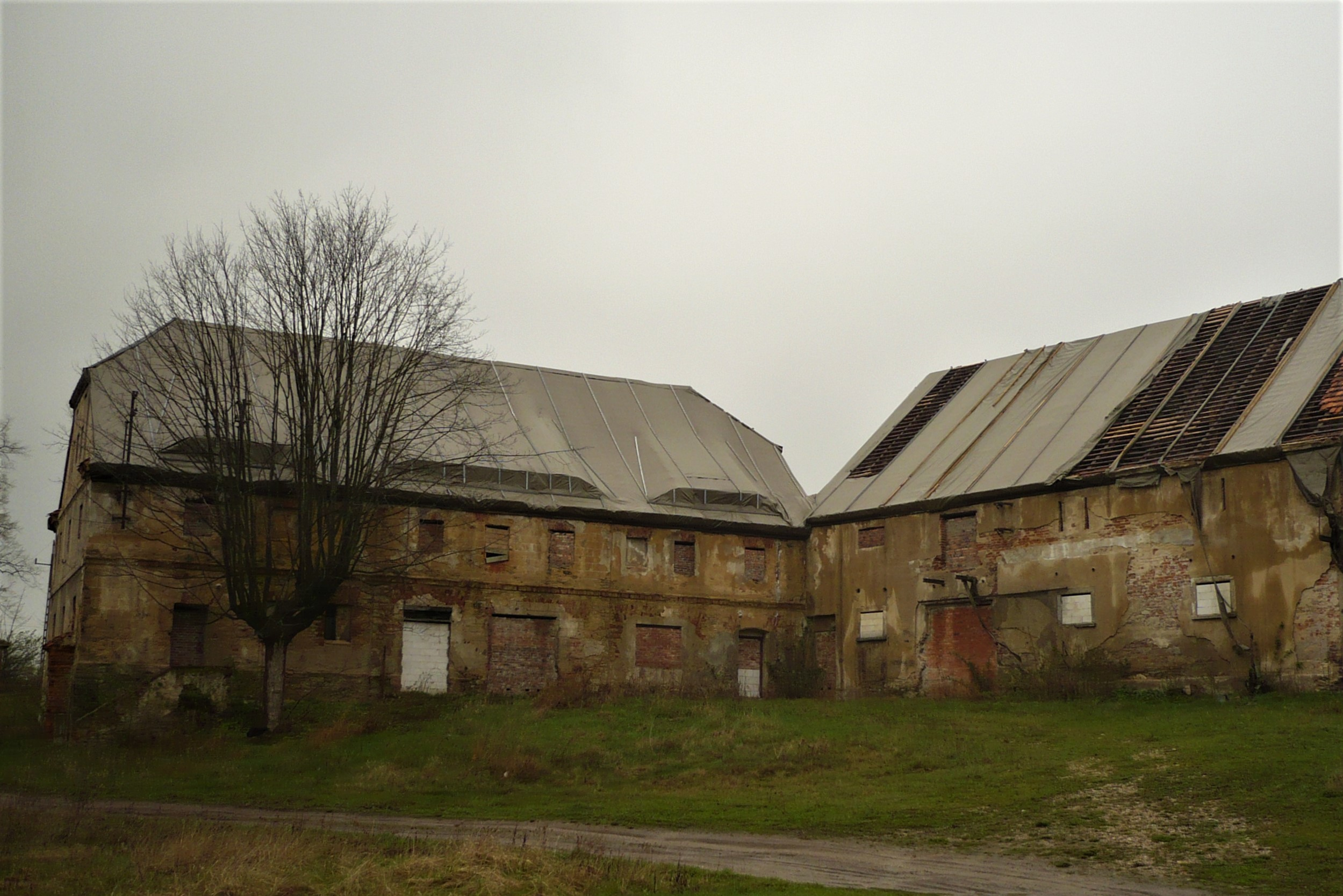
Folwark przy pałacu w Sulisławicach